# Хундадзе, Симон Ираклиевич
Симон Ираклиевич Хундадзе (груз. სიმონ ირაკლის ძე ხუნდაძე, 15 ноября 1897, Калагони, Российская империя — 21 августа 1933 или 1933, Тифлис) — грузинский советский педагог высшей школы, литературный критик, историк, социолог, журналист, один из лидеров партии грузинских социал-федералистов.

## Биография
С 1905 по 1914 год учился в Кутаисской гимназии. В 1914—1917 — на юридическом факультете Московского университета.
В 1928—1931 — главный редактор журнала «Картули мцерлоба» («Грузинская словесность»). Профессор Тифлисского университета (1930—1933).
Литературную деятельность начал в 1915 году. Его исследования внесли важный вклад в изучение грузинской общественной мысли. Один из основоположников текстологического изучения и академического издания классиков грузинской литературы.
Похоронен в Дидубийском пантеоне писателей и общественных деятелей.